# 呂瑞麟
呂瑞麟（？—？），為中國清朝武官官員，本籍福建。1731年（雍正9年）奉旨調任前往台灣，接任王郡擔任台灣鎮總兵。是台灣清治時期此期間，受台灣道制約的台灣地區最高軍事首長。
| 前任： 王郡 | 台灣鎮總兵 1731年上任 | 繼任： 蘇明良 |

| 前任： 董方 | 澎湖水師協副將 1727年上任 | 繼任： 陳勇 |